# Chisoneta modica
Espèce
Synonymes
- Leptoneta modica Gertsch, 1974
- Neoleptoneta modica (Gertsch, 1974)

Chisoneta modica est une espèce d'araignées aranéomorphes de la famille des Leptonetidae.

## Distribution
Cette espèce est endémique du Nuevo León au Mexique. Elle se rencontre à Chipinque dans la municipalité de Monterrey.

## Description
Le mâle holotype mesure 1,5 mm.

## Publication originale
- Gertsch, 1974 : The spider family Leptonetidae in North America. Journal of Arachnology, vol. 1, no 3, p. 145-203 (texte original).